# Asservissement (automatique)
Pour les articles homonymes, voir Asservissement.
L’automatique est l’étude du contrôle des chaînes de puissances.
Un système asservi, ou un asservissement, est un système capable d'élaborer de manière autonome sa grandeur de commande à partir d'une valeur de consigne et d'une mesure de la réponse avec un capteur.

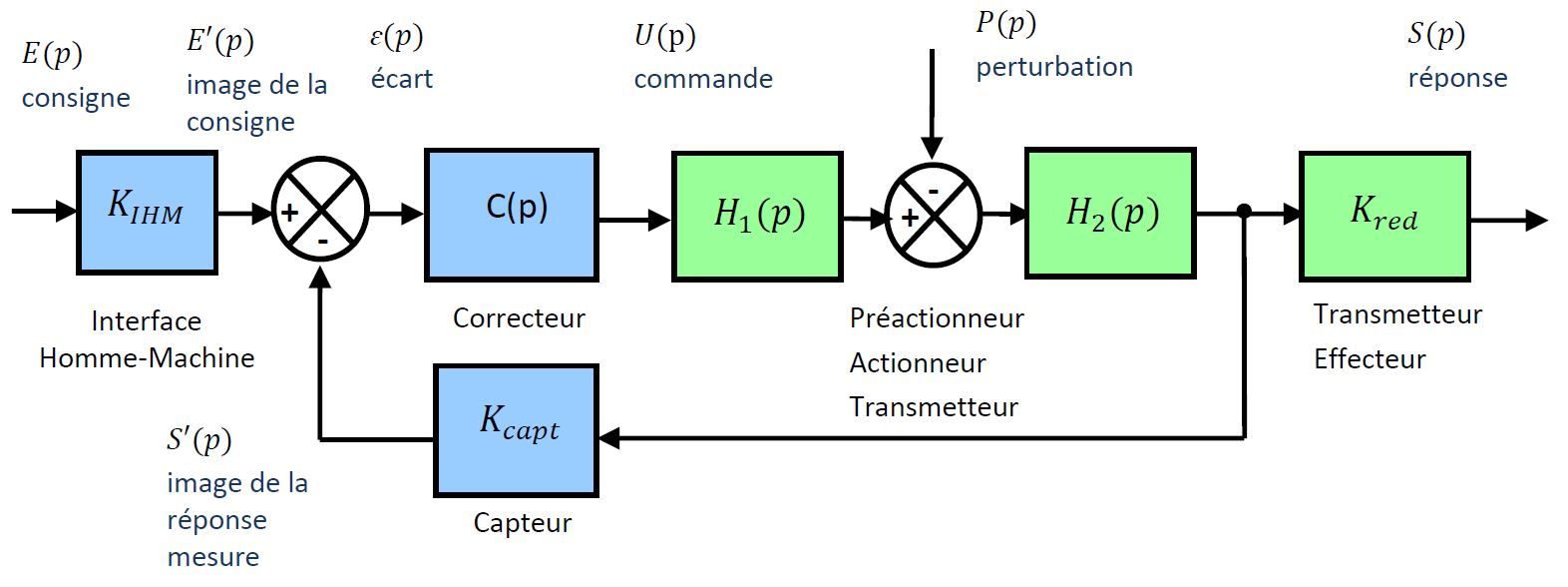
Schéma d'un système asservi

La grandeur asservie, la réponse, doit atteindre le plus rapidement possible sa valeur de consigne quelles que soient les perturbations externes.
Le principe général est de comparer la consigne et la mesure de manière à apporter une correction.
On parle également de système commandé par rétroaction négative ou en boucle fermée.
On parle de système suiveur ou de poursuite lorsque l'entrée varie.
On parle de système régulé lorsque l'entrée est constante.

## Principe
Un système est asservi si :
- il y a une boucle de retour avec un capteur ;
- un correcteur améliore les performances de stabilité, de rapidité et de précision.

Un système asservi est nécessairement bouclé, mais la réciproque n’est pas vraie.
Un asservissement agit sur une ou plusieurs caractéristiques de la grandeur asservie telles que :
- la position : asservissement de position ;
- la vitesse : asservissement de vitesse ;
- l'accélération : asservissement d'accélération.

## Performances
Plusieurs performances caractérisent les performances d'un asservissement :
- la rapidité : dont le critère est le temps de réponse à 5 % ou encore le temps de montée. C'est la durée mise par la grandeur de sortie pour rentrer dans la bande des 5 % et ne plus en sortir ;
- la stabilité : dont le critère est pour une entrée constante la divergence ou la convergence de la réponse. Sinon l'asservissement est dit instable ;
- l'amortissement : dont le critère est l'amplitude du premier dépassement D1 et D1 % ;
- la précision : dont le critère est l'écart statique ou de trainage er∞ ;
- la robustesse : la capacité à résister aux perturbations.

La stabilité et la précision sont souvent antagonistes.
Il faut élaborer un modèle de comportement ou de connaissance du système puis ajouter un correcteur et simuler le modèle.
Néanmoins, le compromis fondamental de l'automatique est l'antagonisme entre performance et robustesse[pourquoi ?]. La robustesse d'un système bouclé est la capacité de celui-ci de rester stable (voire de conserver des performances suffisantes) en présence d'erreurs de modèle (erreurs sur les paramètres, dynamiques négligées) et de perturbations agissant sur le système. On peut augmenter la robustesse en diminuant les performances. Ceci se traduit en diminuant le gain du régulateur. En effet, un gain trop élevé entraîne des oscillations pouvant amener le système en instabilité.
Certains systèmes complexes optimisent plusieurs de ces caractéristiques pour obtenir des réponses à la fois rapides et précises. Pour des systèmes non mécaniques, on peut également asservir d'autres types de grandeur : tension, phase, etc. La contrainte principale étant de pouvoir les mesurer et d'agir sur elles par une commande efficace.

## Corrections
Il existe différents types de correcteurs, leur action peut être proportionnelle, intégrale, dérivée :
- correcteur proportionnel P ;
- correcteur proportionnel intégral PI ;
- correcteur proportionnel intégral dérivé PID ;
- correcteur à avance de phase ;
- correcteur à retard de phase.

La correction proportionnelle a cependant un inconvénient (généralement négligeable et souvent négligé, sauf pour les systèmes très rapides ou nécessitant des suivis précis de trajectoire) : les actionneurs étant pilotés en fonction de l'écart entre valeur réelle et consigne, le système ne peut réagir que lorsque cet écart est effectif, c’est-à-dire avec un certain retard qui dépend de la précision et du temps de réponse des capteurs.
On peut, dans certains cas, compenser cet effet en complétant l'asservissement par un feed forward, c’est-à-dire en pilotant les actionneurs pour obtenir directement la valeur cible, ou du moins en donnant l'ordre qui permet de s'en approcher le plus en aveugle[réf. souhaitée], si on sait prévoir le comportement des actionneurs[réf. souhaitée].